# Quintetto
In musica, il quintetto è un complesso musicale di cinque esecutori o una composizione musicale per tale organico.
La combinazione con due viole è la più diffusa nella musica classica occidentale; esistono tuttavia casi in cui il quinto strumento è un contrabbasso, come nel quintetto op.77 di Antonín Dvořák. Mozart, autore di sei quintetti con due viole, è riconosciuto come il primo grande autore di quintetti, mentre un altro grande capolavoro è il quintetto in do maggiore (con due violoncelli) di Franz Schubert. Luigi Boccherini fu invece il maggior sostenitore del quintetto con due violoncelli.

## Musica colta
Il quintetto nasce per lo più dall'aggiunta di uno strumento (spesso il pianoforte ma anche il clarinetto) al classico quartetto d'archi costituito da due violini, viola e violoncello.
In molti casi il quartetto d'archi diventa quintetto quando viene integrato da una seconda viola, o da un secondo violoncello, oppure da un contrabbasso.
Esiste tuttavia anche un altro quintetto classico, nato nel XIX secolo e basato interamente sugli strumenti a fiato, e solitamente si indica con il termine "quintetto di fiati".
Un quintetto di fiati è solitamente composto da: clarinetto, oboe, flauto, fagotto e corno francese, oppure oboe d'amore.
La fortuna di queste piccole formazioni è strettamente legata alla grande diffusione della musica da camera nel XIX secolo.

### Quintetti di musica colta
- Mozart: Quintetto per pianoforte e fiati K 452 (oboe, clarinetto, fagotto e corno) (1784)
- Reicha: Quintetto in Mi bemolle maggiore op. 88 n. 2 per flauto, oboe, clarinetto, corno, fagotto
- Schubert: Quintetto per pianoforte e archi in La maggiore D.667 (1819), tratto dal Lied Die Forelle (La trota); a questo pezzo si sono, in parte, ispirati per la composizione dei loro quintetti con pianoforte Schumann e Dvorak. Il pezzo è scritto per violino, viola, violoncello e contrabbasso (anziché secondo violino), oltre al pianoforte.
- Schubert: Quintetto d'archi in Do maggiore, op. 163 D.956 (1828)
- Schumann: Quintetto con pianoforte in Mi bemolle, op. 44 (1842)
- Brahms: Quintetto per pianoforte e archi in Fa minore, op. 34 (1862)
- Brahms: Quintetto per archi n. 1 in Fa maggiore, op. 88 (1882)
- Brahms: Quintetto per clarinetto e archi in Si minore, op. 115 (1891)
- Dvorak: Quintetto con pianoforte in La maggiore, op. 5 (1872), e op. 81 (1887), lievemente influenzato dalle opere di Schubert e Schumann.
- Bruckner: Quintetto d'archi in Fa maggiore (1879)
- Šostakovič: Quintetto con pianoforte in Sol minore, op. 57 (1940)

## Popular music
Il quintetto, nella musica moderna, è una formazione attualmente molto in voga e fa parte della cosiddetta musica "colta", in quanto di solito i suoi componenti sono di studi ed impostazione classica.
Il repertorio musicale del quintetto moderno è in larga misura costituito da trascrizioni di ogni tipo di composizioni di tutte le epoche, anche se non mancano ovviamente composizioni contemporanee espressamente dedicate.
Questa formazione comprende in genere varie taglie di strumenti, dalla più acuta alla più grave, per poter coprire tutti i registri musicali, e poter eseguire musiche anche molto complesse, come per esempio la trascrizione di una famosa sinfonia, o di un'opera per organo di Bach.
L'obiettivo del quintetto è infatti quello di rendere gli stessi cromatismi e la stessa melodia di una orchestra, anzi questa formazione si può considerare una vera e propria orchestra in miniatura.
I componenti di questi gruppi sono infatti spesso le prime parti di importanti orchestre, che si riuniscono periodicamente per eseguire musica, dando origine in alcuni casi a veri e propri fenomeni di costume, come il famoso quintetto di ottoni Canadian Brass.

### Quintetti di popular music
I tipi di quintetti moderni più importanti sono essenzialmente due: il quintetto di ottoni e il quintetto di ance.
Il classico quintetto di ottoni è costituito da una prima tromba, una seconda tromba, un corno francese in fa, un trombone e una tuba. Chi esegue le parti di prima tromba spesso utilizza anche il trombino.
Tale formazione prende il nome di "Symphonic Brass Quintet".
Un altro quintetto di ottoni, non dissimile dal precedente ma più diffuso nei paesi anglosassoni, è composto da 2 cornette in sib, un corno francese, un eufonio, e una tuba in mib.
Tale formazione prende il nome di "Brass Band Quintet".
Talvolta si costituiscono quintetti di ottoni utilizzando le varie taglie dei flicorni.
Il quintetto di ance può essere composto per esempio da 5 sassofoni, o da 5 clarinetti: nel quintetto di sassofoni confluiranno il sassofono soprano, il sassofono contralto, il sassofono tenore, il sassofono baritono e il sassofono basso, e in quello di clarinetti il clarinetto soprano, il clarinetto contralto e il clarinetto basso, equamente distribuiti.
Altre combinazioni di strumenti sono comunque possibili.

### Musica jazz
Nel jazz le formazioni per cinque strumenti in genere comprendono la batteria, il basso acustico o elettrico (o il contrabbasso), e tre fra i seguenti strumenti:
- tastiere
- chitarra
- tromba
- clarinetto
- sassofono
- trombone

Fra i più celebri quintetti jazz vi furono quello formato da Charlie Parker (sassofono), Dizzy Gillespie (tromba), Bud Powell (pianoforte), Charles Mingus (contrabbasso) e Max Roach (batteria), e quello di Miles Davis (con varie formazioni). In Italia, soprattutto negli anni '70, il quintetto di Franco Cerri (chitarra) che si unì per una serie di concerti al violinista Stéphane Grappelli.